# Capitella caribaeorum
Capitella caribaeorum is een borstelworm uit de familie Capitellidae.
De wetenschappelijke naam van de soort werd in 1986 gepubliceerd door Warren & George.